# Kazunari Ninomiya
Kazunari Ninomiya (二宮 和也 Ninomiya Kazunari?,  Katsushika, Tokio, 17 de junio de 1983), también conocido bajo su apodo de Nino (ニノ), es un cantante, compositor, actor, seiyū, presentador y presentador de radio japonés.

## Biografía
En 2019, contrajo matrimonio la locutora Ayako Itō, después de un noviazgo de cinco años. En marzo de 2021, se anunció que la pareja le había dado la bienvenida a su primera hija.

## Carrera
Es miembro de la agencia Johnny's Entertainment.
Es principalmente conocido por ser miembro del grupo masculino Arashi.
Ninomiya fue el primer miembro de Arashi en aparecer en Hollywood, tras participar en la aclamada película: Cartas desde Iwo Jima de Clint Eastwood

## Filmografía

### Televisión
| Año  | Cadena   | Nombre                             | Papel                                           |
| ---- | -------- | ---------------------------------- | ----------------------------------------------- |
| 1998 | TBS      | Amagi Goe                          | Takichi Nishinoura                              |
| 1998 | TBS      | Nijuroku ya Mairi                  |                                                 |
| 1998 | TBS      | Akimahende                         | Taiki Aoki                                      |
| 1999 | NTV      | Nekketsu Ren-ai Dou                | Toshiya Kondo (Episode 01)                      |
| 1999 | TV Asahi | Abunai Houkago                     | Katsuyuki Natsuki                               |
| 1999 | NTV      | Kowai Nichiyoubi                   |                                                 |
| 1999 | Fuji TV  | V no Arashi                        | Kazunari Ninomiya                               |
| 2000 | Fuji TV  | Namida o Fuite                     | Kenta Fuchigami                                 |
| 2001 | TBS      | Handoku                            | Nobu Sakaguchi                                  |
| 2003 | Fuji TV  | Netsuretsu Teki Chuuka Hanten      | Kenta Nanami                                    |
| 2003 | TBS      | Stand Up!!                         | Shouhei Asai                                    |
| 2004 | TV Asahi | Minami-kun no Koibito 2004         | Susumu Minami                                   |
| 2005 | Fuji TV  | Yasashii Jikan                     | Takuro Wakui                                    |
| 2006 | TBS      | Sukoshi wa, ongaeshi ga dekitakana | Kazunori Kitahara                               |
| 2007 | Fuji TV  | Haikei, Chichiue-sama              | Ippei Tahara                                    |
| 2007 | TBS      | Marathon                           | Shotaro Miyata                                  |
| 2007 | TBS      | Yamada Tarō Monogatari             | Taro Yamada                                     |
| 2008 | TBS      | Maou                               | Masayoshi Kumada (Guest Appearance, Episode 01) |
| 2008 | TBS      | Ryūsei no Kizuna                   | Koichi Ariake                                   |
| 2009 | TBS      | Door to Door                       | Hideo Kurasawa                                  |
| 2009 | TBS      | Tengoku de Kimi ni Aetara          | Nonoue Junichi                                  |

### Películas
| Año  | Nombre                               | Papel             |
| ---- | ------------------------------------ | ----------------- |
| 2002 | Pika*nchi Life is Hard Dakedo Happy  | Takuma Onda       |
| 2003 | Ao no Honō                           | Shuichi Kushimori |
| 2004 | Pika**nchi Life Is Hard Dakara Happy | Takuma Onda       |
| 2006 | Cartas desde Iwo Jima                | Saigo             |
| 2006 | Tekkon Kinkreet                      | Kuro (voz)        |
| 2007 | Kiiroi Namida                        | Muraoka Eisuke    |
| 2010 | Saigo no Yakusoku                    | Yamagiwa Shoji    |
| 2011 | Gantz                                | Kei Kurono        |
| 2011 | Gantz: Perfect Answer                | Kei Kurono        |

### Anuncios
- Pino
- Hitachi
- Pocky´s
- O'Zack
- Coca Cola
- HOUSE Soup de Okoge
- HOUSE Shirataki Noodle containing soy milk
- WFP Biscuit (voz)
- AU KDDI
- Kirin's Shava Dava

## Premios
- 2003: 10th Rendora 110Award: Mejor actor por Stand Up!!
- 2005: 16th Rendora 110Award: Mejor actor de reparto por Yasashii Jikan.
- 2006: Premio Hashida por Sukoshi wa, Ongaeshi ga Dekitakana[5]
- 2007: 10th Nikkan Sports Drama Grand Prix (Invierno): Mejor actor por Haikei, Chichiue-sama.[6]
- 2007: 11th Nikkan Sports Drama Grand Prix (Verano): Mejor actor por Yamada Taro Monogatari.
- 2007: 62nd Cultural Affairs, premiado por su papel en Marathon.[7]
- 2007: Premio Galaxy por Marathon[8]
- 2008: 12th Nikkan Sports Drama Grand Prix (Otoño): Mejor actor por Ryusei no Kizuna[9]
- 2008: 59th Television Drama Academy Awards: Mejor actor por Ryusei no Kizuna.